# Väinö
Väinö  è un nome proprio di persona finlandese maschile.

## Varianti
- Maschili: Wäinö

## Origine e diffusione
Si tratta di un diminutivo del nome di Väinämöinen, il protagonista del Kalevala, derivato dal finlandese väinä, "fiume ampio che scorre lentamente". È analogo per significato al nome Shannon.

## Persone

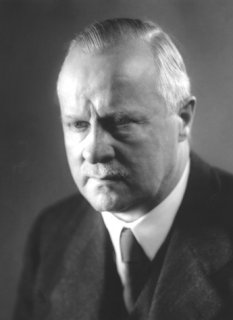
Väinö Tanner

- Väinö Bremer, aviatore, pentatleta e sciatore di pattuglia militare finlandese
- Väinö Huhtala, fondista e canottiere finlandese
- Väinö Korhonen, pentatleta e schermidore finlandese
- Väinö Liikkanen, fondista finlandese
- Väinö Linna, scrittore e accademico finlandese
- Väinö Muinonen, atleta finlandese
- Väinö Tanner, politico finlandese

### Variante Wäinö
- Wäinö Aaltonen, scultore e pittore finlandese

## Toponimi
- 2096 Väinö è un asteroide della fascia principale, così chiamato in onore di Väinö Väisälä, fratello dello scopritore Yrjö Väisälä.